# Gryspekové z Gryspachu
Gryspekové z Gryspachu (též Griespekové z Griespeku, české jméno vzniklo zkomolením původního jména Grießenbeck von Grießenbach) je původem dolnobavorský a později hlavně český šlechtický rod, pocházející z Griespachu nedaleko Pasova. Bavorské rodové větve žijí dodnes.

## Historie

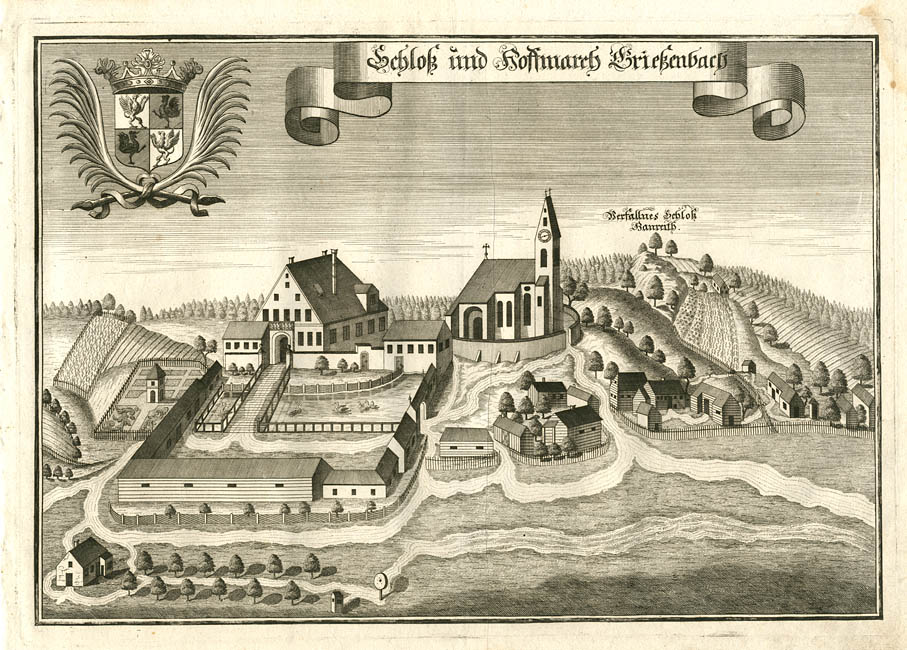
Zámek Grießenbach s hospodářským dvorem a kostelem v roce 1723

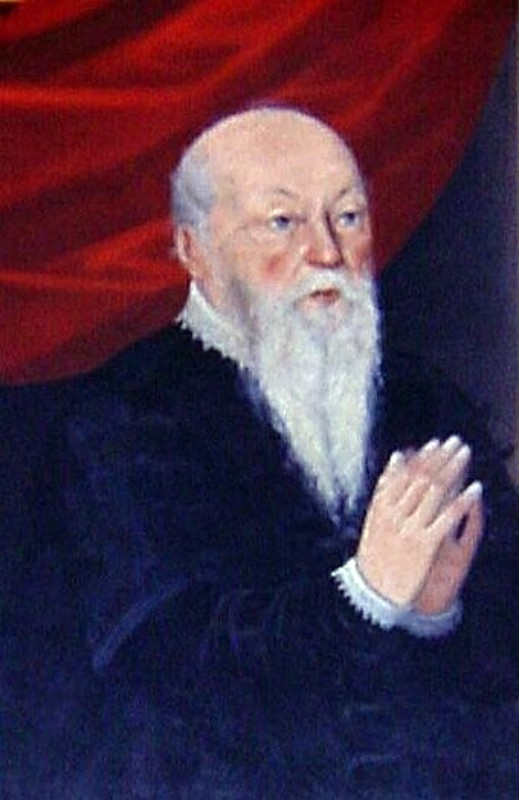
Florián Gryspek, zakladatel české linie rodu

Před příchodem do Čech nebyl rod příliš zámožný. Podle Gothajského almanachu původní jméno rodu znělo von Hanreith, resp. Hohenreith, podle starého hradu zničeného Uhry.
Zakladatelem rodu byl Ludolf z Hahnreithu, jehož rodina podle místní kroniky přišla z Obergrießbachu an der Paar a Grießbeckerzellu nedaleko Aichachu v horním Bavorsku. Ludolf měl roku 1124 postavit hrad Griessenbach s kaplí sv. Štěpána nad vsí Postau v okrese Landshut. Ruina hradu byla zaznamenána ještě na rytině z roku 1723, zámek a kostel se v přestavěné podobě dochovaly. První písemně zaznamenaný Gotfridus de Grisoenbach († 1293) od roku 1240 sloužil bavorskému vévodovi Jindřichovi XIII., jeho syn Otto se stal opatem kláštera benediktinů ve Weltenburgu na Dunaji. Další osobností byl Gotthard, dvořan římského císaře Ludvíka Bavora, roku 1332 pasovaný za hrdinství v bitvě u Mühldorfu na rytíře.
Zakladatelem české linie rodu byl Florián Gryspek z Gryspachu. Narodil se v roce 1509 v Innsbrucku otci Maxmiliánovi, který byl císařským radou. Roku 1530 byl v družině Karla V. v Augsburgu, kde ho poznal Ferdinand I. a přijal ho do svých služeb. Stal se královským sekretářem, později královským komorním radou a vojenským radou. Získal si královu přízeň a veliké jmění, čímž ovšem získal i nenávist opozičních stavů, kterým se navíc nelíbilo, že je cizinec a horlivý katolík. České evangelické stavy ho měly za královského špeha a donašeče, což mu bylo vytýkáno i na sněmu 20. dubna 1547, kdy byl v době nepřítomnosti krále za své „zrádné skutky“ uvězněn v Bílé věži. Po třech dnech poslal král zprávu, že má být propuštěn. Král mu za jeho věrnost a vše, co za něho vytrpěl, dal do zástavy panství Nečtiny. Florián Gryspek značně rozmnožil i svůj majetek. Náležely mu: Nečtiny, Nelahozeves, Kaceřov, Kralovice, Rožmitál, Mirošov, Žižkov, Kočov aj. Také měl dům v Praze a v Plzni. V Kaceřově a v Nelahozevsi nechal postavit nové zámky. Na svých panstvích masivně uplatňoval renesanční architekturu. Zámky Nelahozeves a Kaceřov proto patří k nejzajímavějším a nejcennějším renesančním stavbám v Čechách. V zámcích uchovával umělecké sbírky, památky a obrazy. Naučil se dobře česky a krátce před svou smrtí vydal „Instrukce pro své hospodářské úředníky“ a „Řád selský“ pro své poddané, kteří měli spravovat jeho panství. Se svou manželkou Rosinou Holtzovou ze Silianu měl 24 dětí. Přežilo ho sedm synů – Václav, Ferdinand, Karel, Vratislav, Jan Jiří, Jaroslav Bedřich a Blažej. Všichni na rozdíl od otce vyznávali evangelickou víru, stejně tak i jejich potomci.
Synové Vratislav a Ferdinand studovali v Paříži a 24. srpna 1572 během Bartolomějské noci unikli smrti jen díky výstraze královny Alžběty.
Po Floriánově smrti si rožmitálské panství rozdělili synové Ferdinand a Jan Jiří. Ferdinand zemřel bezdětný a po smrti Jana Jiřího zde vládla vdova Eliška s mladším synem Janem Jaroslavem. Starší syn Florián (1592–1642) byl u svého strýce a poručníka v Mirošově. Ten jako plnoletý převzal rožmitálské panství. Po smrti synů strýce Karla a strýce Blažeje (†1620) dědili Jan Jaroslav a Florián polovinu panství Kaceřov a celé panství Nelahozeves, ale drželi je jen krátký čas. Když vypuklo stavovské povstání proti králi Ferdinandovi II., zúčastnili se ho i rytíři Gryspekové. Florián vstoupil do českého vojska. Stavovskému vůdci Arnoštu hraběti z Mansfeldu, který obléhal Plzeň, poskytl děla z kaceřovské zbrojnice. Když byl Rožmitál obsazen vojskem Baltasara Maradase, psal rytíř Florián Mansfeldovi do Plzně, aby mu na pomoc poslal vojsko. Mansfeld tak učinil a Florián a Jan Jaroslav opět dobyli rožmitálský zámek a zajali císařskou posádku, kterou pak do Plzně odvedli.
Za účast na stavovském povstání byl členům rodu, kteří se na něm podíleli, zkonfiskován veškerý majetek 16. září 1622. Další členové rodu emigrovali.
Jan Jaroslav po ztrátě rožmitálského panství žil v Draheničkách u Březnice na statku „u Hulů“, kde byl v roce 1623 zavražděn Janem Karlem Příchovským z Příchovic. Jeho bratr Florián se obrátil na katolickou víru a žil ještě v roce 1642. Členové rodu Gryspeků umírali rychle po sobě. Například v letech 1615–18 zemřeli tři synové Karlovi, v roce 1618 Václav a Mikuláš a v roce 1620 Albrecht a Blažej. Kvůli tomu vznikla a rozšířila se pověst, že když Gryspekové o všechna svá panství přišli, raději se společně otrávili, než aby čelili pádu svého rodu.
Jako poslední příslušník české rodové linie se uvádí Jáchym z Gryspachu, jímž roku 1678 vymřela česká linie rodu. Žil a zemřel ve Střeziměři u Klatov. Vlastnil panství Nečtiny a Kácov. Přečkaly ho jeho dcery Anna, Zuzana provdaná Hrušková z Března a Alžběta provdaná Vrábská z Vrábí.
Bavorští Grießenbeckové z Grießenbachu v 18. – 20. století působili jako statkáři, vojáci, diplomaté, poštovní úředníci či politici na rodovém panství v okolí Landshutu, v Řezně nebo v Mnichově a žijí dosud.

## Erb
Znak Gryspeků tvoří čtvrcený štít, jenž měl kromě původních krokví na zlatomodrém podkladu ještě červenou orlici. Na památku vězení svého v Bílé věži přijal Florián Gryspek do svého erbu bílou věž v modrém poli.

## Hrobka
Hrobka Gryspeků se nachází v Kralovicích v kostele sv. Petra a Pavla, kde ji nechal zbudovat Florián Gryspek. Těla zde pochovaných jsou pro svou zachovalost označovány jako kralovické mumie. Po zkonfiskování gryspekovského majetku v roce 1622 byly Kralovice darovány Plaskému klášteru, který o ně žádal. Gryspekové, kteří zemřeli po roce 1620, již nebyli do hrobky pochováni, neboť byla od roku 1620 zavřena. V roce 1668 dal opat kláštera příkaz, aby byly všechny cínové rakve vyjmuty a mrtví ponecháni pouze v dřevěných rakvích. Cínové rakve byly roztaveny a byly z nich odlity nové varhany do klášterního kostela.

## Osobnosti

### Česká linie
- Florián Gryspek z Gryspachu (1504–1588), český královský úředník

### Bavorské linie
- Karl Ernst Grießenbeck von Grießenbach (1787–1863), bavorský královský generálmajor a velitel Bavorského kadetského sboru
- Karl Sigmund Christian Grießenbeck von Grießenbach (1844–1881), velkostatkář, právník a člen Bavorské poslanecké komory

## Příbuzenstvo
Česká linie se spojila s Malovci, Kolovraty, Vrabskými, pány z Bubna, Lažanskými z Bukové a dalšími českými rody.